# Brilliant!
Brillant! est une exposition de groupe d'art contemporain tenue au Walker Art Center, à Minneapolis, aux États-Unis, entre le 22 octobre 1995 et le 7 janvier 1996,. L'exposition s'est ensuite rendue au Contemporary Arts Museum Houston, au Texas, où elle a été présentée entre le 17 février et le 14 avril 1996.

## Thème et contenu
L'exposition visait à mettre en valeur un groupe d'artistes anglais en plein essor maintenant connu sous le nom de Young British Artists (YBA). Sur le matériel de presse du Walker, définissant les critères de sélection des artistes de l'exposition, il est écrit :
 The artists chosen for the exhibition have become increasingly visible over the past six years in self-promoted, renegade exhibitions and publications that have cropped up throughout London. Their aesthetically diverse and provocative artworks are united by a shared interest in ephemeral materials, unconventional presentation, and an anti-authoritarian stance that lends their objects a youthful, aggressive vitality. 
Les artistes choisis pour l'exposition sont devenus de plus en plus présents au cours des six dernières années dans des expositions et des publications auto-promues et renégates qui ont surgi dans tout Londres. Leurs œuvres esthétiquement diverses et provocantes sont unies par un intérêt commun pour les matériaux éphémères, une présentation non conventionnelle et une position anti-autoritaire qui confère à leurs objets une vitalité jeune et agressive.  

## Artistes exposés
- Henry Bond
- Glenn Brown
- Jake et Dinos Chapman
- Adam Chodzko
- Mat Collishaw
- Tracey Emin
- Angus Fairhurst
- Anya Gallaccio
- Liam Gillick
- Damien Hirst
- Gary Hume
- Michael Landy
- Abigail Lane
- Sarah Lucas
- Chris Ofili
- Steven Pippin
- Alessandro Raho
- Georgina Starr
- Sam Taylor-Wood
- Gillian portant
- Rachel Whiteread